# Nepal Rastra Bank
El Banco Rastra de Nepal (en inglés: Nepal Rastra Bank) es el banco central de Nepal.

## Historia
Nepal Rastra Bank fue fundado en 1956 bajo la Ley del Banco Central de 1955. Una nueva ley de 2002 confirmó su papel como banco central. El 22 de marzo de 2010, Yuba Raj Khatiwada se convirtió en presidente del banco. 
Las principales tareas del banco central son mantener la estabilidad de precios en apoyo del desarrollo económico, proporcionar liquidez al sector bancario y supervisar y promover el sector bancario.

## Operaciones
Para reflejar este entorno dinámico, las funciones y objetivos del Banco han sido replanteados por la nueva Ley de 2002, cuyo preámbulo establece las principales funciones del Banco como:
- Formular las políticas monetarias y cambiarias necesarias para mantener la estabilidad en el precio y consolidar la balanza de pagos para el desarrollo sostenible de la economía de Nepal
- Desarrollar un sistema de pagos seguro, saludable y eficiente
- Hacer una supervisión adecuada del sistema bancario y financiero para mantener su estabilidad y fomentar su sano desarrollo
- Mejorar aún más la confianza del público en todo el sistema bancario y financiero de Nepal.
- Promover todo el sistema bancario y financiero del país.
- Emitir, administrar y preservar el valor de la moneda de los países.
- Servir como banquero y prestamista local de último recurso.